# Spud Speedway
Spud Speedway est un circuit de course automobile ovale de 1/3 de mille (536m) situé à Caribou, Maine aux États-Unis, à environ 12 km de la frontière canadienne (Nouveau-Brunswick). Il s'agit de l'ovale de stock-car le plus au nord-est des États-Unis. Présentant surtout des courses locales, il reçoit en 2013 la série canadienne "Atlantic Open Wheel Tour"".
La série PASS North y a présenté un événement en 2010.

## Vainqueur PASS North
- 21 août 2010 Johnny Clark